# Concerto pour basson (Mozart)
Pour les articles homonymes, voir Concerto pour basson (homonymie).
Le Concerto pour basson en si bémol majeur K. 191/186e de Wolfgang Amadeus Mozart, écrit en 1774, à l'âge de 18 ans, est la première œuvre concertante écrite par le compositeur pour un instrument à vent et le seul existant pour basson.
Il écrivit en 1775 trois autres concertos pour basson à la suite d'une commande d'un amateur et bassoniste munichois le baron Thaddeus von Dürnitz (1756-1807) dont les partitions n'ont pas été retrouvées.
Le manuscrit du concerto K.191 a disparu. Le concerto a été publié en 1805 par Johann Anton André, nach dem Original-Manuscript (d'après le manuscrit original).

## Instrumentation
| Instrumentation du Concerto pour basson en si bémol majeur             |
| Soliste                                                                |
| basson                                                                 |
| Cordes                                                                 |
| Premiers violons, seconds violons, altos, violoncelles et contrebasses |
| Bois                                                                   |
| 2 hautbois                                                             |
| Cuivres                                                                |
| 2 cors en si bémol (en fa dans l'Andante)                              |

## Structure
La pièce elle-même est divisée en trois mouvements et la durée d'exécution est d'environ vingt minutes :
1. Allegro, en si bémol majeur, à , 170 mesures - partition
2. Andante ma adagio, en fa majeur, à , 52 mesures, cordes jouant avec des sourdines - partition
3. Rondo : Tempo di Minuetto, en si bémol majeur, à 
, section répétée 2 fois (mesures 1 à 8), 150 mesures - partition

Le premier mouvement est écrit sous la forme d'une sonate avec une introduction orchestrale. Le second mouvement est lent et contient un thème qui, plus tard, a été repris dans l'aria de la Comtesse Porgi, Amor au début du second acte de l'opéra de Mozart Le nozze di Figaro. Le mouvement final est en forme de rondo.
Thème introductif de l'Allegro :
La lecture audio n'est pas prise en charge dans votre navigateur. Vous pouvez télécharger le fichier audio.
Thème introductif de l'Andante ma adagio :
La lecture audio n'est pas prise en charge dans votre navigateur. Vous pouvez télécharger le fichier audio.
Première reprise du Rondo : Tempo di Minuetto :
La lecture audio n'est pas prise en charge dans votre navigateur. Vous pouvez télécharger le fichier audio.